# Vladimír Kýn
Vladimír Kýn (31. ledna 1923 Holešov – 11. října 2004 Praha) byl český akademický sochař, výtvarník a ilustrátor, manžel akademické sochařky Jaroslavy Lukešové (1920–2007), otec českého architekta, historika architektury, odborného publicisty a vysokoškolského pedagoga Zdeňka Lukeše.

## Životopis
Narodil se v Holešově u Zlína jako jeden ze čtyř synů kamenosochaře Aloise Kýna. Během 2. světové války navštěvoval Baťovu Školu umění ve Zlíně, kde učil sochař Vincenc Makovský. Vladimír ho po válce následoval na pražskou Akademii výtvarných umění, kde se však dostal nikoli k prof. Makovskému (ten nakonec profesůru v Praze nezískal), ale k prof. Karlu Pokornému. Na studiích se seznámil se svojí budoucí manželkou Jaroslavou Lukešovou, která byla žačkou prof. Jana Laudy a Otakara Španiela.
Jako student si přivydělával ilustrováním skautských časopisů a dobrodružných knížek.
V 50. letech vyhrál soutěž na bustu Jiřího Wolkera v Tatranské Poljance (kopie byla do nedávna umístěna na náměstí v Holešově). Spolu s manželkou také realizoval pomník do Leskovic (obec vypálená nacisty) nebo pomník svárovské stávky.
Po roce 1968 (spolu s manželkou) vystoupil na protest proti ruské okupaci z KSČ. Přivydělával si kreslením do dětských časopisů (seriál Péťa Popleta v Ohníčku) nebo kreslením omalovánek pro nakladatelství Albatros. Ilustroval také básnické sbírky (např. Otto Františka Bablera).
V 60. a následujících letech spolupracoval s různými projektanty a dělal plastiky (z kamene, dřeva, betonu, laminátu, keramiky) do architektury. Také navrhoval dětská hřiště (napsal o tom i tenkou publikaci Prolézačky a plastiky pro dětská hřiště.
Měl ateliér v bývalém skleníku na dvoře domu v Čechově ulici (Čechova 587/29, 170 00 Praha – Bubeneč). V tomto domě v podkroví také bydlel se svojí rodinou.
V polovině 90. let onemocněl, přišel o ateliér a sám některé sochy zničil. Zemřel 11. října 2004 ve věku 81 let.

## Tvorba
Navrhoval plastiky v poetickém stylu, ovlivnila ho zejména tvorba anglického sochaře a kreslíře Henryho Moora, prof. Vincence Makovského a českého sochaře a kreslíře Josefa Wagnera. Vedle figurálních děl navrhl i řadu abstraktních plastik z nejrůznějších materiálů, v nichž se střídají organické motivy s technickými strukturami. Tato díla většinou vznikala jako doplněk architektury. Jako malíř a grafik byl ovlivněn poetismem, surrealismem, informelem a novou figurací. Jeho díla vynikají imaginací a sensitivitou.
Jeho plastiky jsou rozmístěny v řadě měst a městeček (Praha-Kunratice, Žižkov, Hostivař, Motol, Krč, Ďáblice; Kysak (Slovensko), Holešov, Kolín, Leskovice, Svárov, Železný Brod, Opava, Ostrá Hůrka, Kralupy, Rožmitál pod Třemšínem, Přimda, Teplice, Jílové, Harrachov, atd.)

## Dílo (výběr)

### 1950–1959
- Kolín, Krematorium (1959)[1]

### 1960–1969
- Jiří Wolker – Tatranská Poljanka (1960)
- Kolín, autobusové garáže (1961)
- Prolézačky Železný Brod (1965)
- Betonová zeď v Opavě (1965)
- Dětská skluzavka pro krytý bazén v Opavě (1965)
- Kamenná socha dívky v Opavě (1965)
- Kamenná stéla v Opavě (1966)
- Návrh dětských prolézaček (kolem roku 1966)
- Fontána před ubytovnou v Hostivaři (1967)
- Pomník Petra Bezruče v Opavě (spolu se svou ženou, 1967)
- Bronzový prameník („prameník v Ďáblicích”) – plastika (1968); Famfulíkova, Praha 8 – Kobylisy[3][p 1]
- Reliéf na Ostré Hůrce u Ostravy (1969)
- Betonová zeď u základní školy v Kralupech (1969–1970)

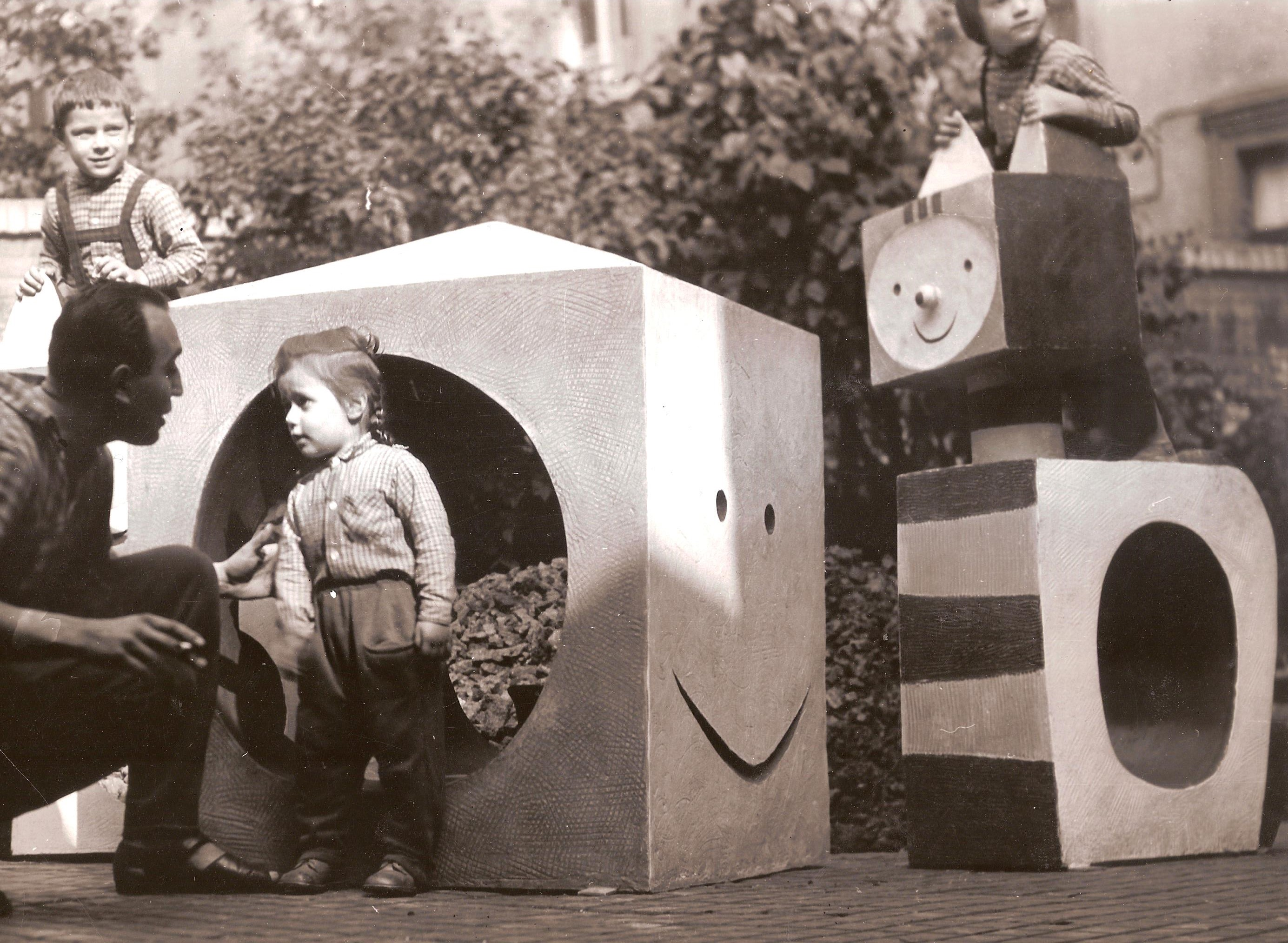
Prolézačky Železný Brod (1965)
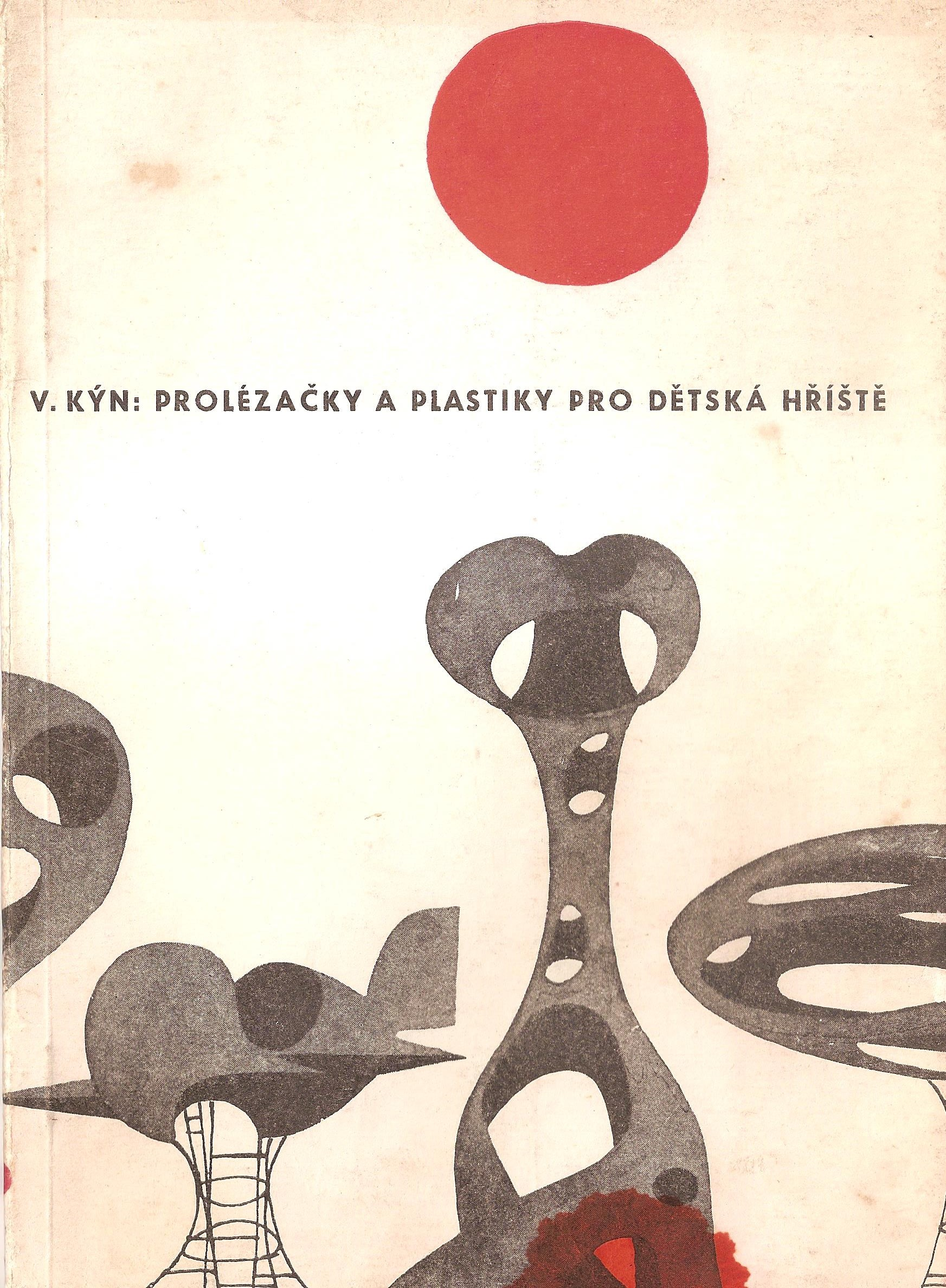
Grafický návrh obálky knihy (1965)
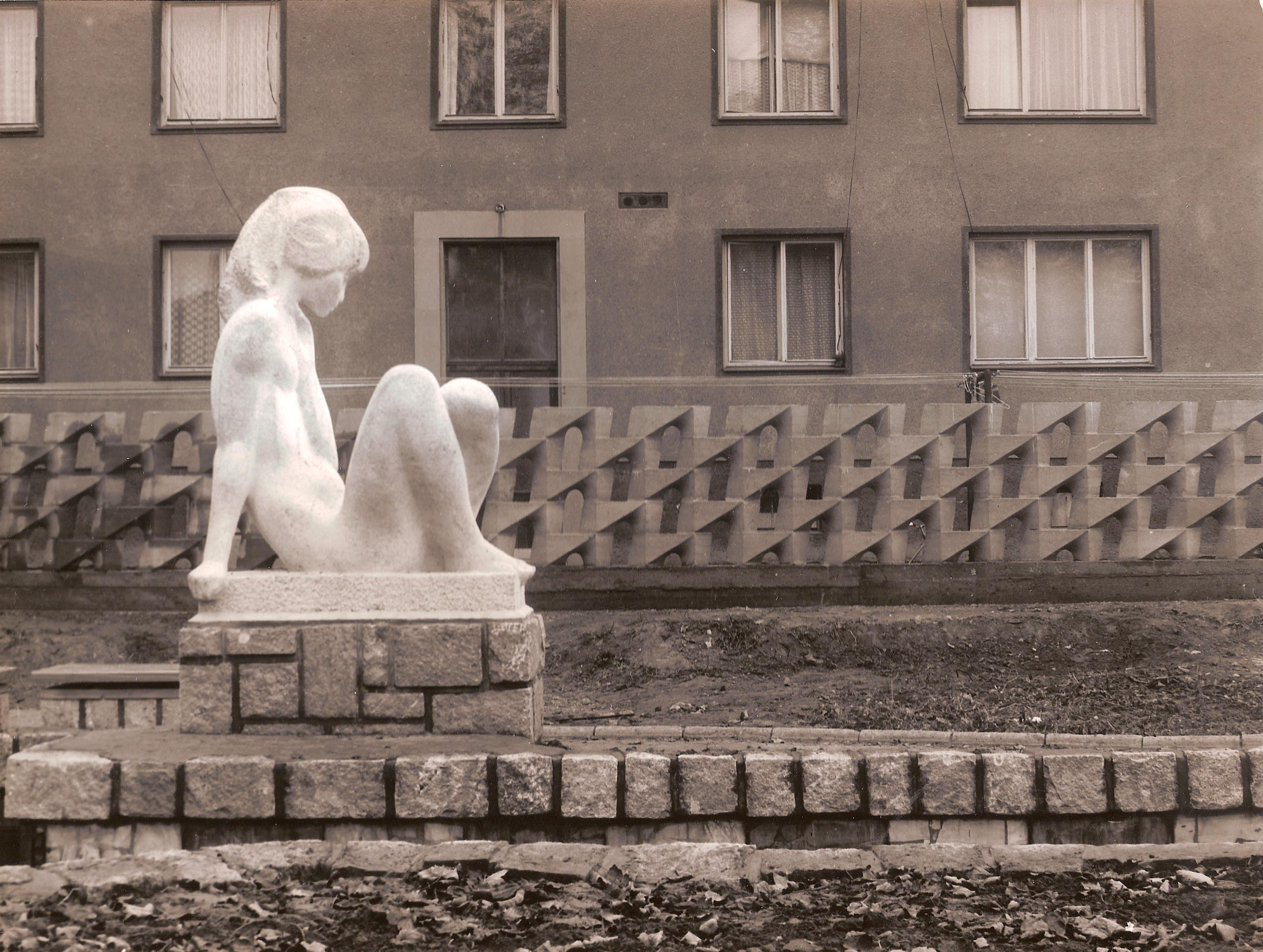
Kamenná socha dívky v Opavě (1965)
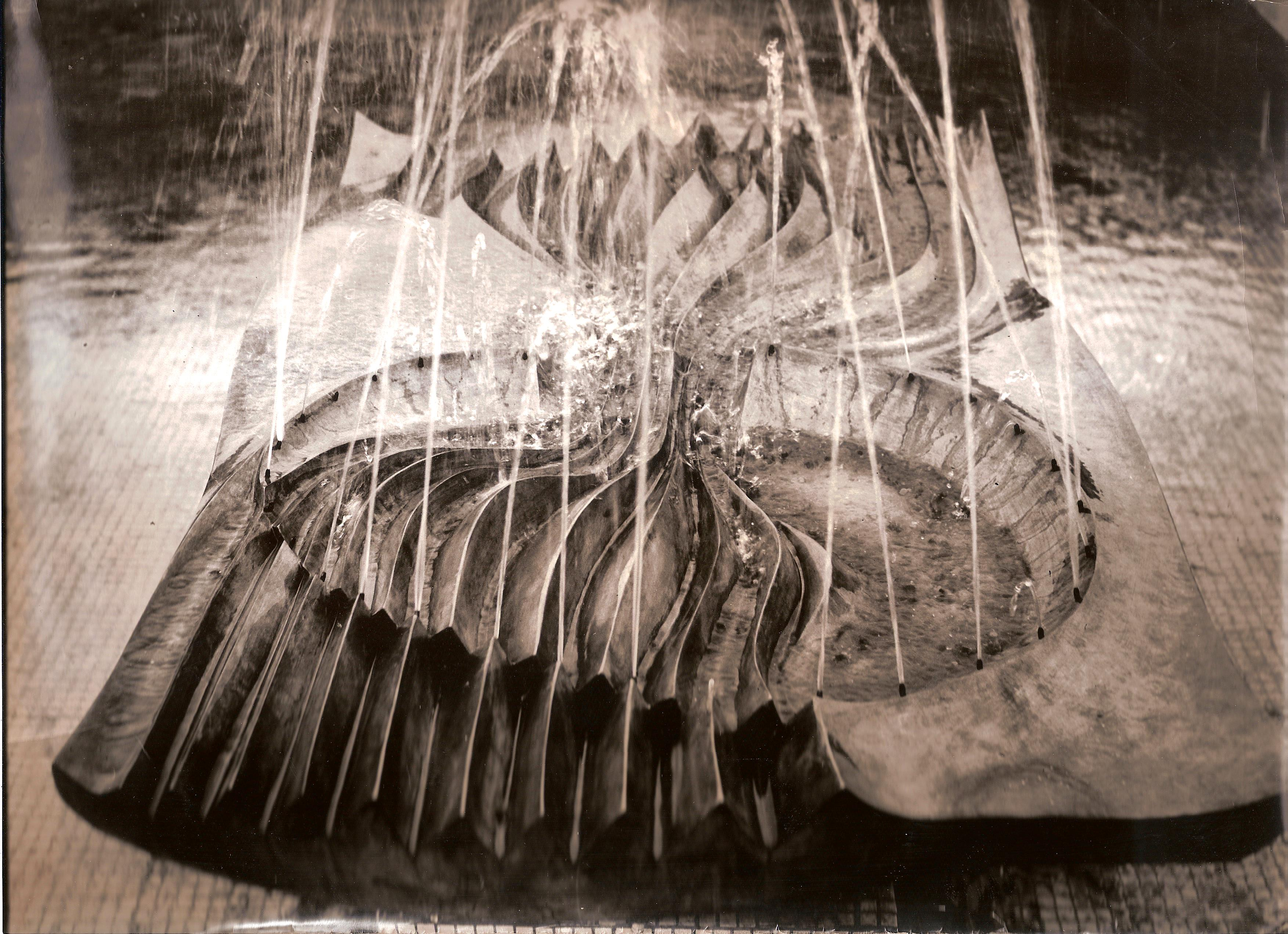
Fontána před ubytovnou v Hostivaři (1967)
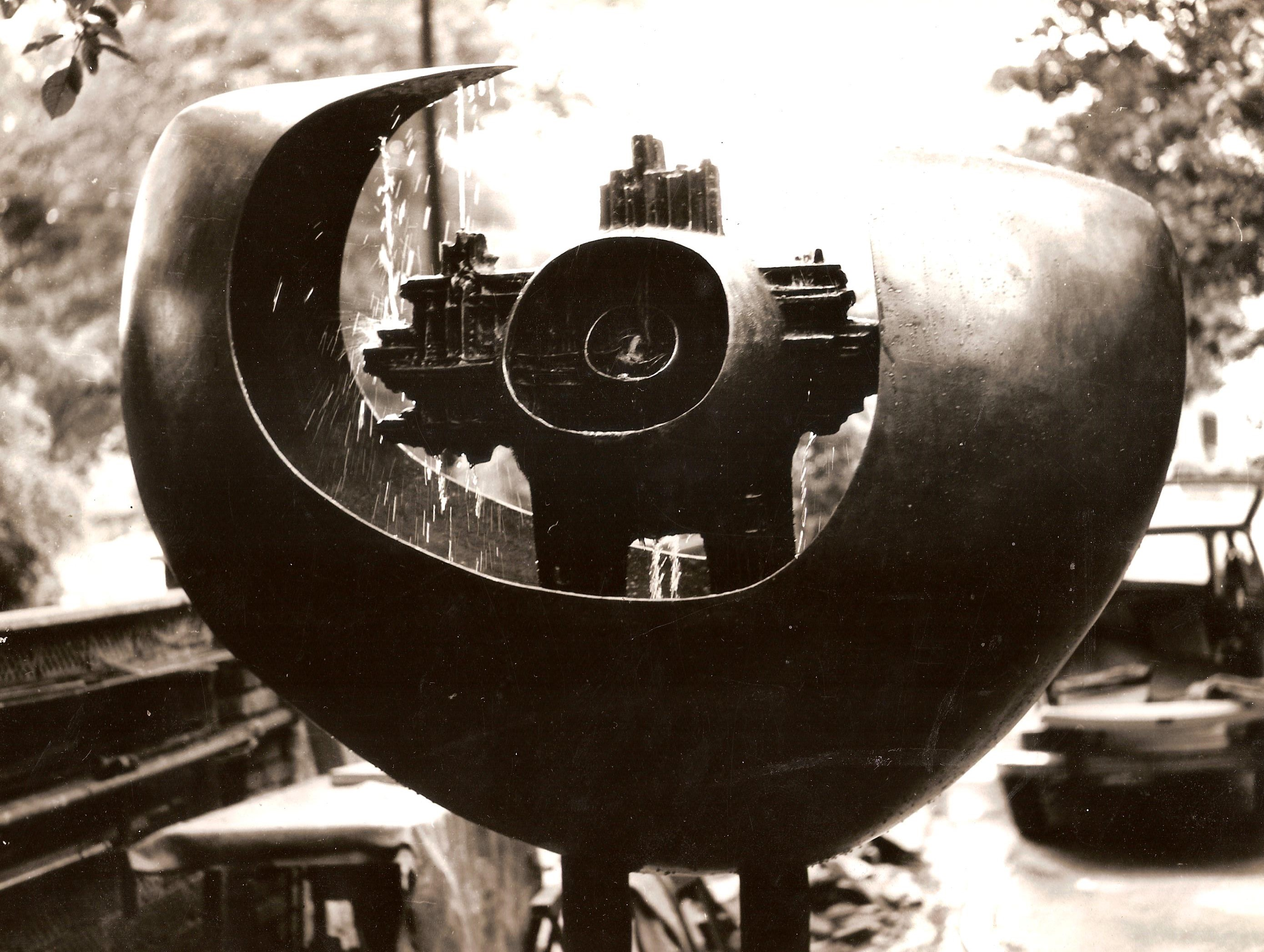
Bronzový prameník (v Ďáblicích) (1968)
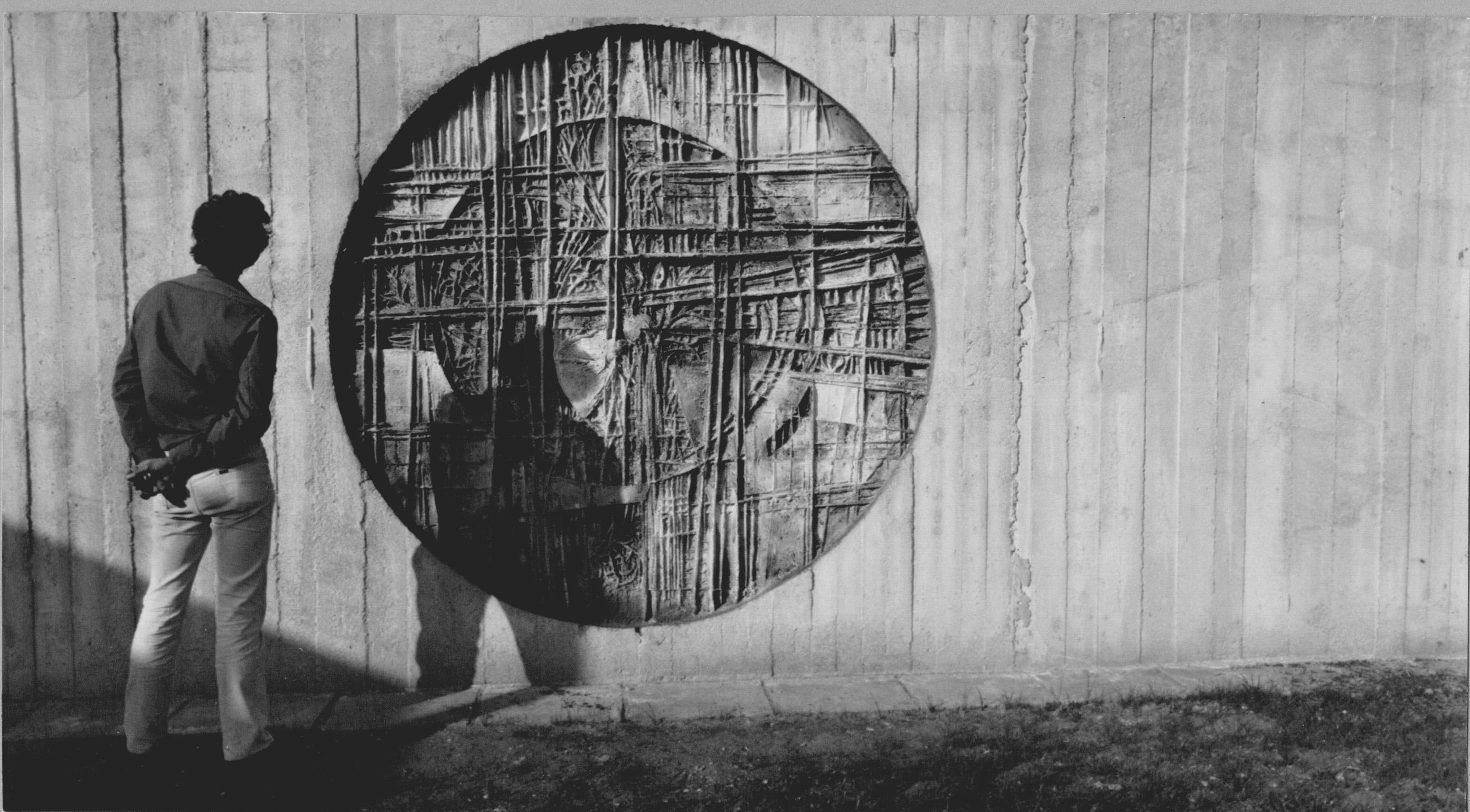
Betonová zeď u základní školy v Kralupech (1969–1970)

### 1970–1979
- Počátkem 70. let spolupracoval se svojí manželkou a arch. Jindřichem Kvasničkou na bronzovém díle nazvaném „Fontána” (umístění: Weilova 2, Praha 10)[4]
- Interiérová bronzová plastika (reliéf) ve vrátnici vysokoškolských kolejí a bronzové hodiny se stejným motivem (počátek 70. let); Weilova 2, Praha 10[5]
- Interiérový cínový reliéf v ubytovně Vodních staveb v Hostivaři (1971)
- Reliéf škola (1972)
- Pískovcová plastika (bez názvu) před domovem důchodců v ulici Na Spravedlnosti v Rožmitále pod Třemšínem (1972)
- Vajíčko u školy v Přimdě u Tachova (1974)
- Bronzová busta generálmajora Antonína Sochora z roku 1976 (Umístění: před ZŠ Antonína Sochora, Teplická 13, Duchcov)[6]
- Smuteční plastika, Bílovec (1977)
- Reliéf s fontánou, motel Stop v Motole (1978)
- Busta českého hudebního skladatele Antonína Dvořáka (1979) – jako součást Dvořákova pomníku v Nelahozevsi (pro sochařskou soutěž)
- Socha Sedící dívka, Kunratice (1979)

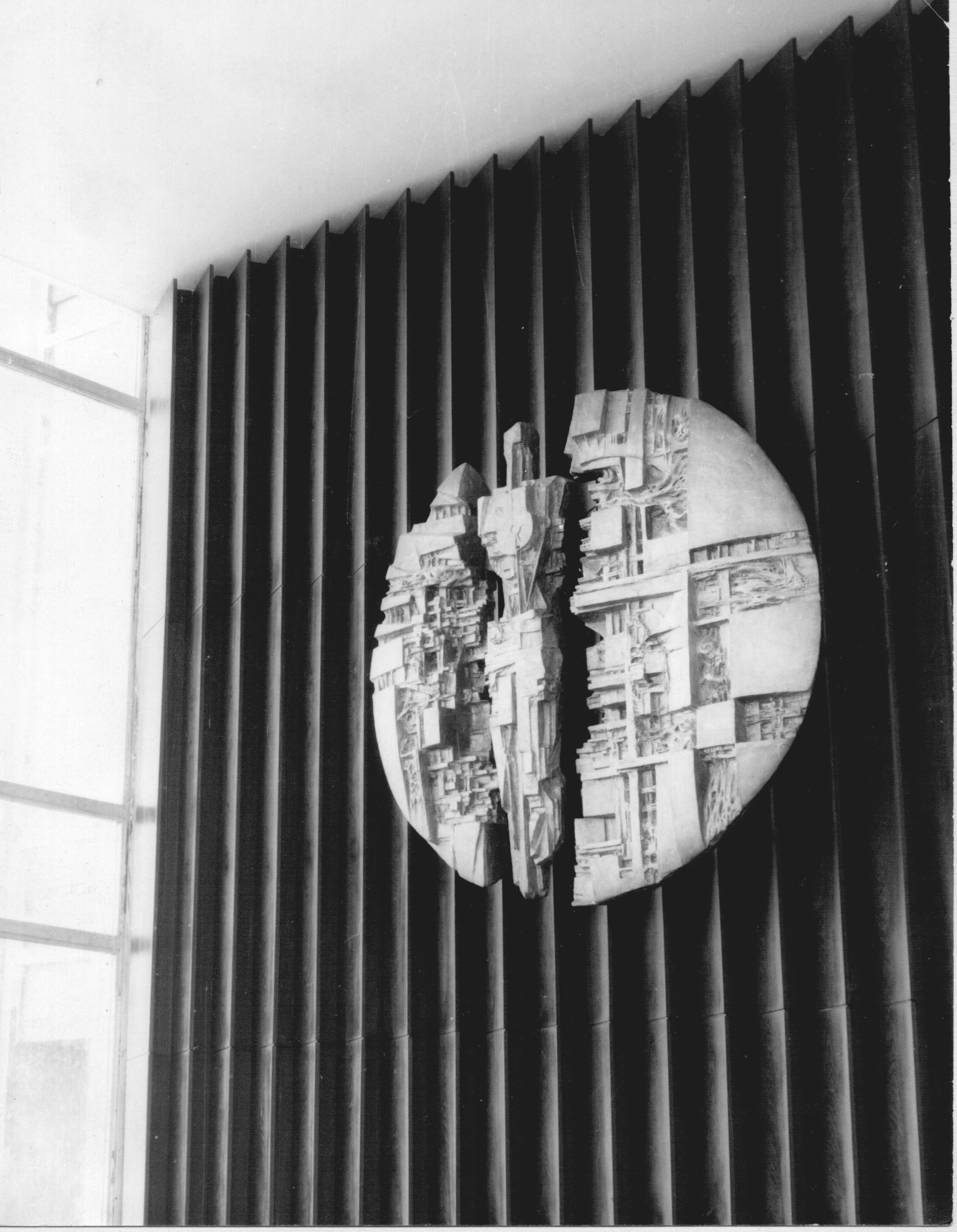
Cínový reliéf v ubytovně Vodních staveb v Hostivaři (1971)
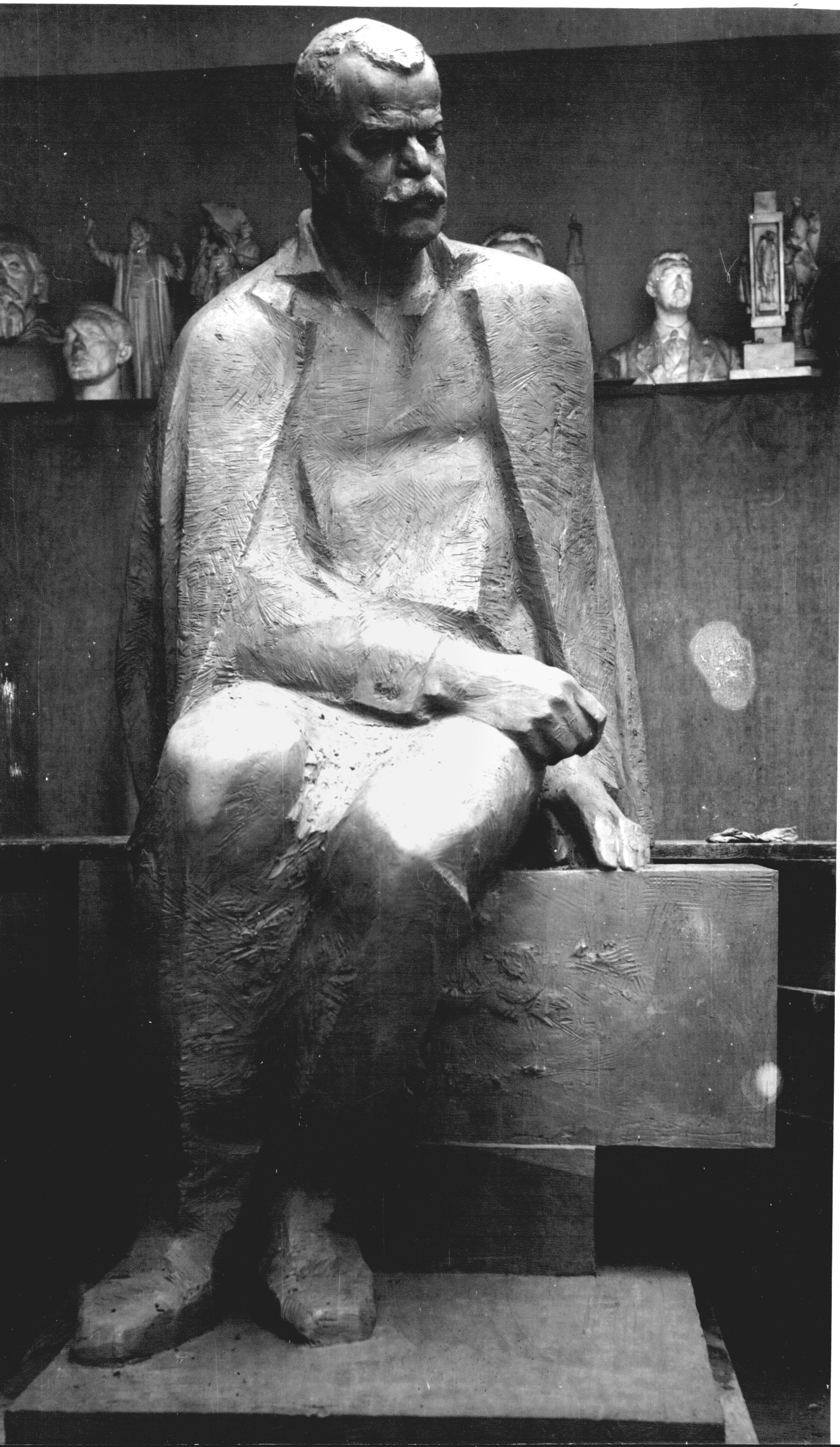
Model pomníku Petra Bezruče do Opavy (1996–1997) (spoluautorka Jaroslava Lukešová)
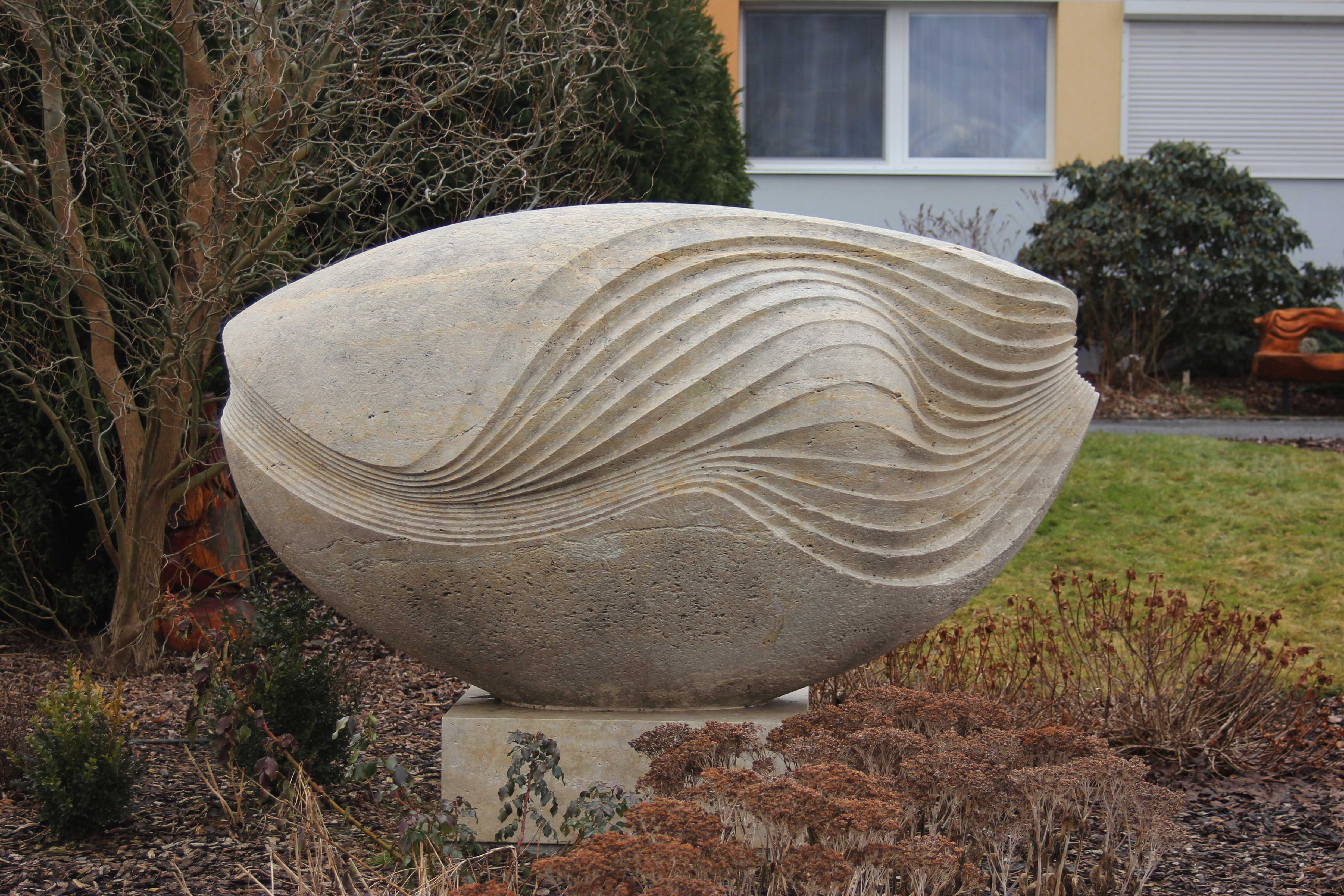
Bez názvu, pískovcová socha před domovem důchodců v Rožmitále pod Třemšínem
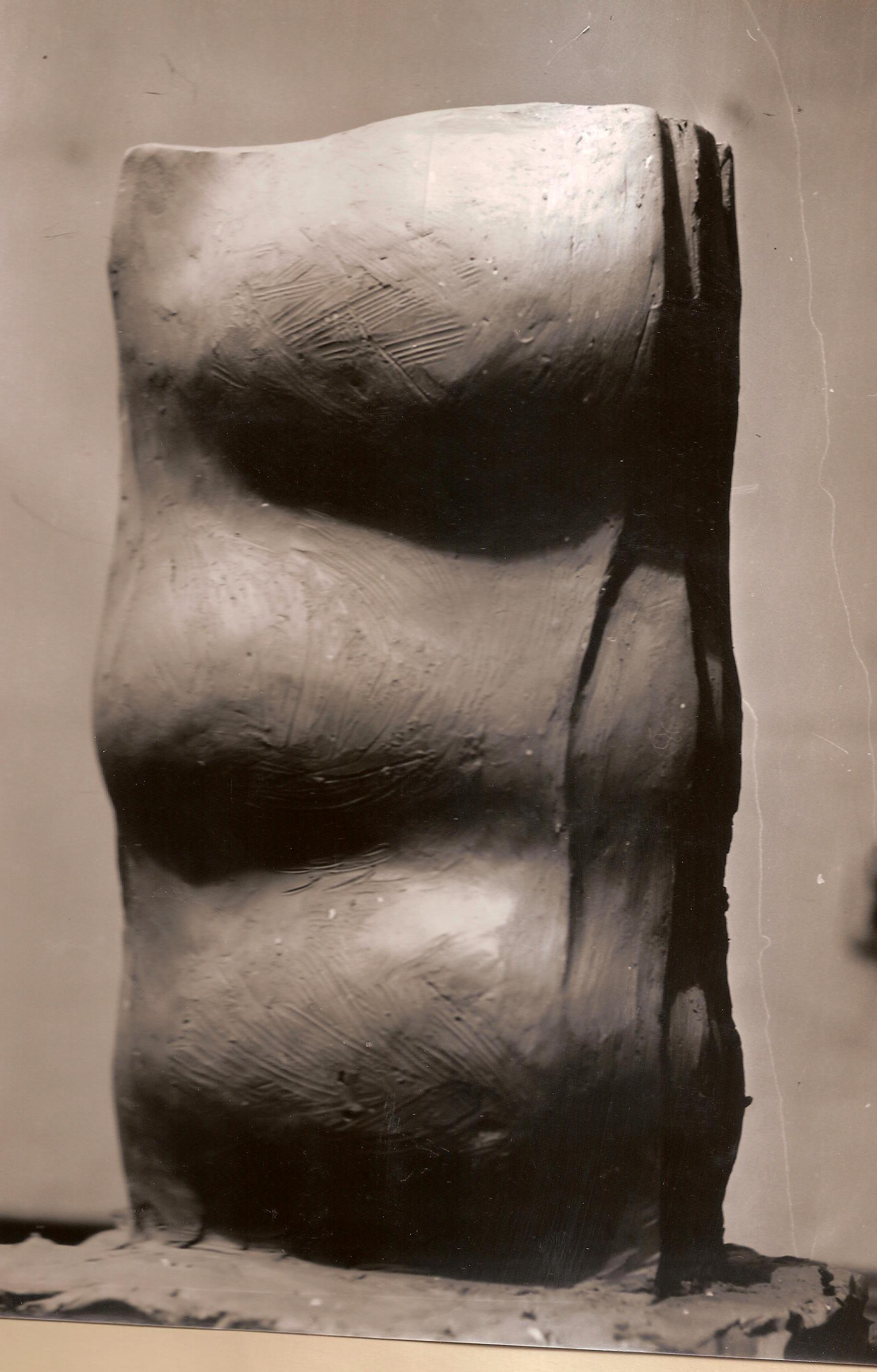
Sochařská studie (nedatováno)
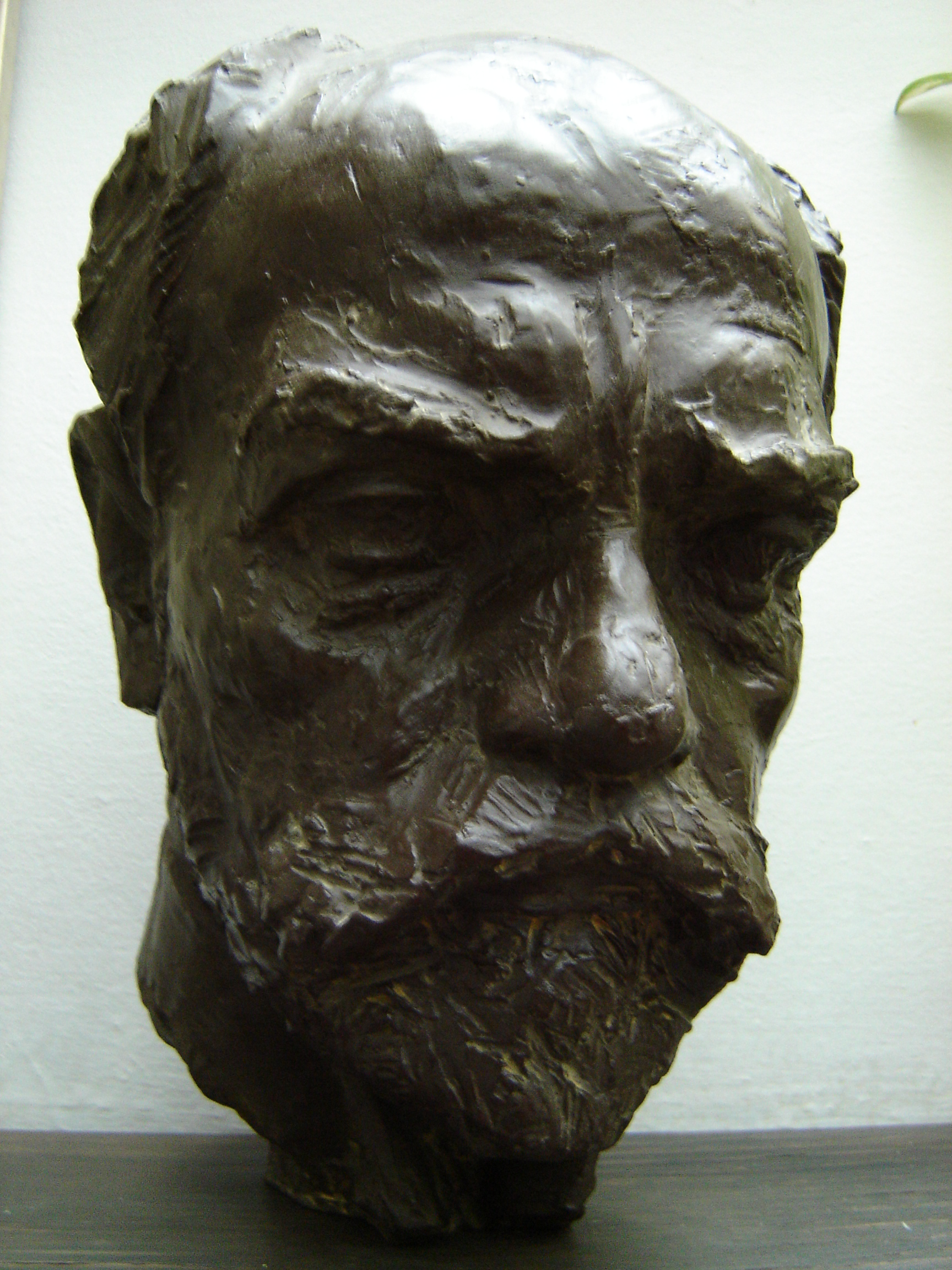
Busta Antonína Dvořáka (1979)
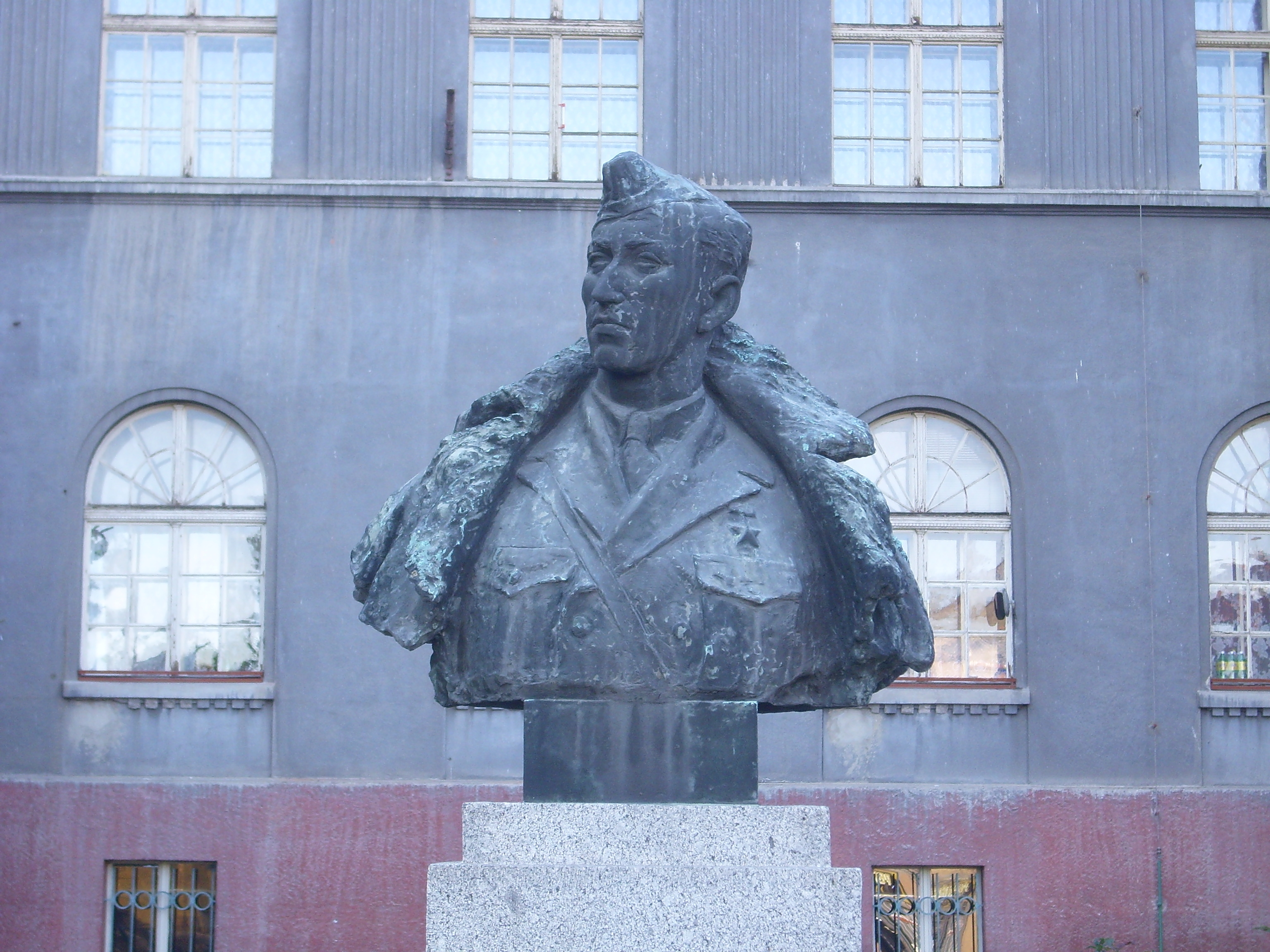
Busta generálmajora Antonína Sochora u základní školy v Duchcově (1976)

### 1980–1989

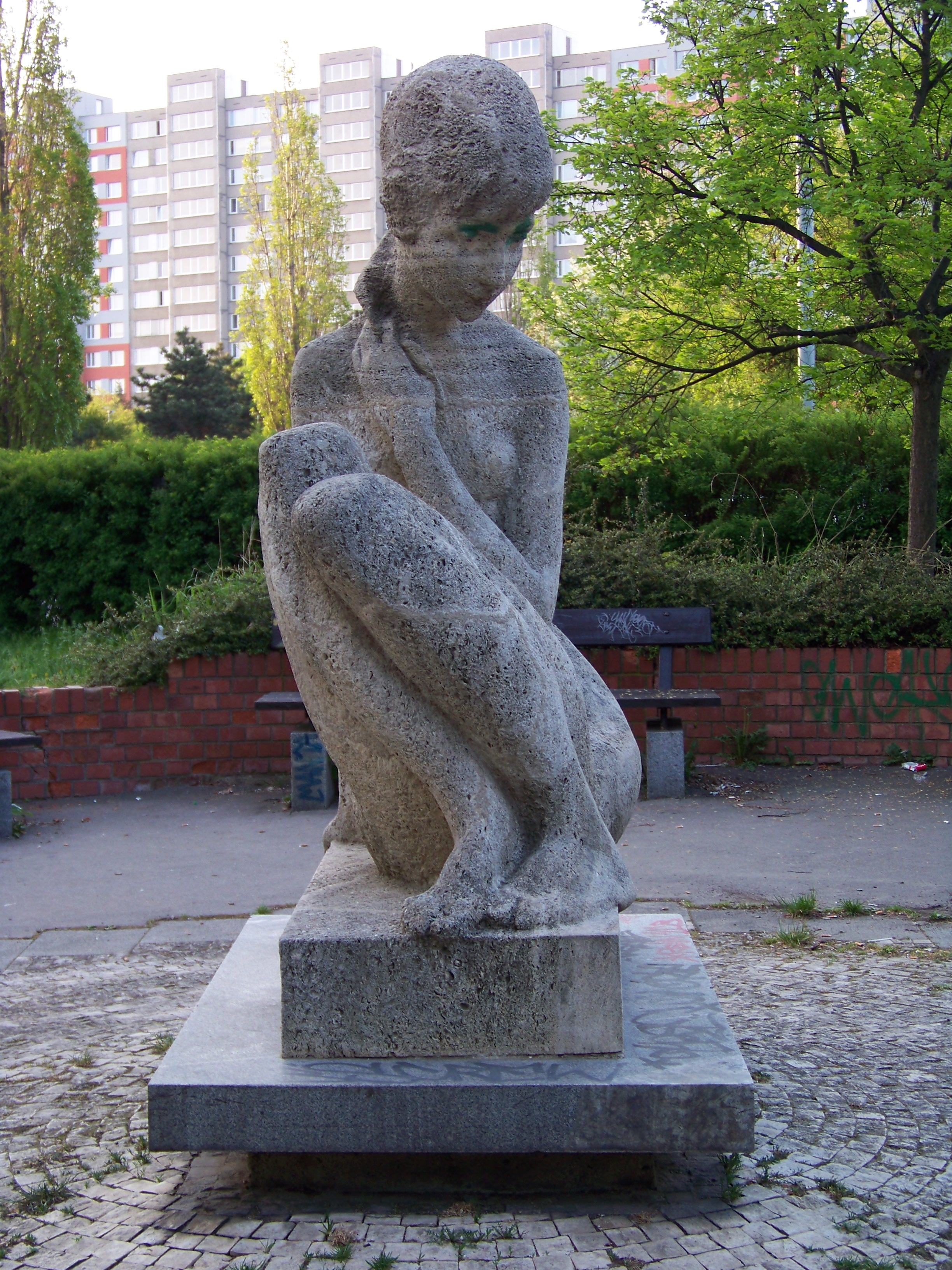
"Sedící dívka" (kámen) (80. léta)

- "Sedící dívka" (kámen) (80. léta)Vápencová socha „Sedící” (1980); Na vrcholu, Hartigova, Praha 3[7]
- Státní znak (1980)
- Žulová plastika (1982); Pod Kotlářkou, Smíchov, Praha 5[8]
- „Sedící dívka” (kámen) (80. léta); Hněvkovského, Brandlova, Praha 11[9]

### Nedatováno
- Bronzová socha „Houslistka” – Holešov[10]
- Jiří Wolker – Holešov
- Reliéf Hostivař

## Výstavy

### Společné výstavy
- 1949–1950 – Výtvarní umělci k II. všeodborovému sjezdu, Dům výtvarného umění, Praha[11]
- 1950–1951 – Výtvarná úroda 1950, Dům výtvarného umění, Praha
- 1955–1956 – Deset let československé lidově demokratické republiky ve výtvarném umění: Sochařství, monumentální umění a kresba, Slovanský ostrov, Praha
- 1955–1956 – Deset let československé lidově demokratické republiky ve výtvarném umění: Monumentální umění a plakát, Jízdárna Pražského hradu, Praha
- 1956 – Výstava Grekovova studia Sovětské armády a československých výtvarných umělců, Jízdárna Pražského hradu, Praha
- 1959–1960 – 4. přehlídka československého výtvarného umění, Praha
- 1984 – Karel Pokorný a jeho škola, Letohrádek královny Anny (Belveder), Praha
- 1985 – Vyznání životu a míru. Přehlídka československého výtvarného umění k 40. výročí osvobození Československa Sovětskou armádou, Praha
- 1985 – Vyznání životu a míru. Přehlídka československého výtvarného umění k 40. výročí osvobození Československa Sovětskou armádou, Dom kultúry, Bratislava
- 1988 – Salón pražských výtvarných umělců '88, Park kultury a oddechu Julia Fučíka, Praha

### Kolektivní katalogy
- 1949 – Výtvarní umělci k II. všeodborovému sjezdu (Obrazy – plastiky – užité umění)
- 1950 – Výtvarná úroda 1950
- 1955 – Deset let Československé lidově demokratické republiky ve výtvarném umění
- 1956 – Výstava Grekovova studia Sovětské armády a československých výtvarných umělců
- 1959 – IV. přehlídka československého výtvarného umění (1959–1960)
- 1983 – Karel Pokorný a jeho škola
- 1985 – Vyznání životu a míru (Přehlídka Československého výtvarného umění k 40. Výročí osvobození Československa Sovětskou armádou)
- 1988 – Salón pražských výtvarných umělců 88[11]

### V seznamech výtvarných umělců
- 1984 – Seznam výtvarných umělců evidovaných při Českém fondu výtvarných umění
- 1991 – Seznam členů Sdružení Čech, Moravy a Slezska (stav ke 30.11.1991)[11]

### V encyklopedických slovnících
- 1993 – Nový slovník československých výtvarných umělců (II. díl; L – Ž), (dodatek)
- 2001 – Slovník českých a slovenských výtvarných umělců 1950–2001 (VI. Kon – Ky)
- 2003 – Slovník žáků a absolventů zlínské Školy umění a Střední uměleckoprůmyslové školy ve Zlíně a v Uherském Hradišti (1939–2003)[11]